# Johannes Stumm
Johannes Richard Reinhold Stumm (* 27. März 1897 in Berlin; † 25. Dezember 1978 ebenda) war ein deutscher Jurist. Er stand von 1948 bis 1962 als Polizeipräsident in Berlin an der Spitze der West-Berliner Polizei.

## Leben und Wirken
Nach dem Schulbesuch studierte Stumm Rechts- und Staatswissenschaften in Berlin. 1920 wurde er beim Polizeipräsidium Berlin angestellt. 1922 erfolgte seine Ernennung zum Kriminalkommissar. 1925 wurde Stumm zum Dr. jur. promoviert. Etwa zur selben Zeit trat er der SPD bei. Stumm war seit 1923 in der Abteilung IA (Politische Polizei) für die „Inspektion Rechtsradikale Parteien und Organisationen“ tätig. Im Jahre 1926 sagte er vor dem Preußischen Landtag zu den Fememorden in der Schwarzen Reichswehr aus.
Durch zahlreiche Ermittlungen gegen politische Straftäter aus den Reihen der NSDAP und ihrer Gliederungen, zumal wegen politisch motivierter Gewalttaten der SA, war Stumm maßgeblich an den polizeilichen Versuchen beteiligt, den nationalsozialistischen „Ansturm“ auf die Republik zurückzuschlagen. 1930 verfasste er mit Bernhard Weiß, dem Berliner Polizeipräsidenten, und mit Hans Schoch, dem leitenden Beamten der Abteilung IA (Politische Polizei) im Berliner Polizeipräsidium, ein Gutachten zur Verfassungstreue der NSDAP und ihrer führenden Persönlichkeiten. Robert Kempner unterstützte sie dabei. Die vier kam zu dem Ergebnis, dass die NSDAP eine staatsfeindliche Verbindung sei und dass Hitler, Goebbels und andere wegen des Verdachts schwerer Straftaten sowie der Förderung und Zugehörigkeit zu einer staatsfeindlichen Verbindung verfolgt werden müssten. Am 28. August 1930 übermittelte Weiß die Denkschrift dem Leipziger Oberreichsanwalt Karl August Werner, um ihn zu einer Anklageerhebung zu veranlassen. Doch dazu kam es nicht. Das Verbotsverfahren unterblieb vor allem, weil die Regierung meinte, man müsse die NSDAP als einen politischen Gegner bekämpfen, statt juristisch gegen sie vorzugehen. 1931 betätigte er sich an dem Versuch der Ausweisung des damals staatenlosen Adolf Hitler aus dem Deutschen Reich. Im selben Jahr wurde er zum Leiter der Inspektion „Rechtsradikale Parteien und Organisationen“ ernannt, womit Stumm offiziell die Führung in der Auseinandersetzung der Berliner Polizei mit der NSDAP übernahm.
Als im Juli 1932 die rechtsgerichtete Reichsregierung durch den Preußenschlag die SPD entmachtete, hatte dies die Ablösung des Leiters der Abteilung IA und die Auflösung der Inspektion „Rechtsradikale Parteien und Organisationen“ sowie Stumms Versetzung und Degradierung zum Leiter der Kriminal-Inspektion Friedrichshain zur Folge. Nach der Machtergreifung der Nationalsozialisten wurde er 1933 beurlaubt und bald darauf aus dem Staatsdienst entlassen. Während der restlichen Dauer der NS-Herrschaft verdiente er seinen Lebensunterhalt in der Privatwirtschaft als Prokurist und Direktor einer Wirtschaftsprüfungs- und Treuhand AG.
Kurz nach dem Ende des Zweiten Weltkriegs wurde Stumm 1945 durch die sowjetische Stadtkommandantur zum Polizeivizepräsidenten von Berlin ernannt. Am 26. Juli 1948 suspendierte der Magistrat von Berlin den Polizeipräsidenten Paul Markgraf wegen „willkürlicher Handlungen bei der Strafverfolgung“ und berief Stumm zum Polizeipräsidenten. Das SED-Mitglied Markgraf wurde derweil von der sowjetischen Besatzungsmacht in seinem Amt gehalten. Stumm verlegte am 28. Juli das Polizeipräsidium aus der Elsässer Straße im sowjetischen Sektor in die Friesenstraße in Berlin-Kreuzberg im amerikanischen Sektor, während das SED-treue Personal um Markgraf in der Elsässer Straße verblieb. Die damit vollzogene Spaltung der Polizei leitete die im November 1948 vollendete Spaltung Berlins ein. In den darauffolgenden Jahren baute Stumm die Polizei in West-Berlin auf. In seine Amtszeit fielen die Berliner Luftbrücke, der Aufstand vom 17. Juni 1953, die Kubakrise und der Mauerbau 1961.
Auf Weisung des sowjetischen Stadtkommandanten Alexander Kotikow wurde am 3. August 1948 Stumms Besitz und seine Wohnung im Ost-Berliner Bezirk Prenzlauer Berg beschlagnahmt.
In der ostdeutschen Öffentlichkeit wurde Johannes Stumm bekannt, indem man die West-Berliner Polizei als „Stumm-Polizei“ bzw. „StuPo“ bezeichnete.
Johannes Stumm wurde auf dem Luisenstädtischen Friedhof am Südstern im Feld 23 beigesetzt. Er war Mitglied der Berliner Freimaurerloge Zur Treue.

## Ehrungen
- Verleihung der Ernst-Reuter-Plakette am 18. April 1977